# Karlovac
Karlovac (pron. kâːrloʋats, in ungherese Károlyváros, in tedesco Karlstadt, in sloveno Karlovec, in polacco Karlowac, in latino Carlostadium e in italiano Carlovizza) è una città del nord-ovest della Croazia, capoluogo della regione omonima (Karlovačka županija).

## Storia
La città è abbastanza recente essendo stata edificata nel XVI secolo alla confluenza di quattro fiumi (Kupa, Korana, Mrežnica e Dobra) ed è situata sulla strada che collega Zagabria (a circa 56 Km) a Fiume (distante circa 130 km).
Karlovac fu danneggiata seriamente durante l'ultimo conflitto che imperversò nei Balcani negli anni 1990 e molti dei suoi monumenti vennero semidistrutti a causa dei separatisti serbi, che attaccarono la città, in quanto luogo strategico e sede di un'importante caserma della JNA. Tra gli edifici distrutti e poi ricostruiti figura anche la cattedrale di San Nicola, della chiesa ortodossa serba.

## Economia
Storicamente l'industria più rilevante è quella relativa alla fabbricazione della birra (Karlovačko) alla quale è anche dedicata un'annuale festa che si tiene solitamente a settembre e che rappresenta una delle attrazioni turistiche della città. Negli ultimi anni ha guadagnato grande importanza l'industria bellica: a Karlovac infatti è presente una fabbrica della HS Produkt, dove viene prodotta la pistola HS2000.

## Geografia antropica

### Frazioni
- Skakavac

## Infrastrutture e trasporti

### Strade
La principale via d'accesso alla città è l'autostrada A1 che unisce Zagabria alla Dalmazia.

### Ferrovie
La città è servita da una propria stazione posta lungo la ferrovia Fiume-Zagabria.

## Amministrazione

### Gemellaggi
Karlovac è gemellata con:
- Alessandria, Italia
- Erzsébetváros (Budapest), Ungheria
- Kansas City, Stati Uniti d'America
- Kragujevac, Serbia